# Srnojedy
Srnojedy (en allemand : Sernojed) est une commune du district de Pardubice, dans la région de Pardubice, en République tchèque. Sa population s'élevait à 787 habitants en 2024.

## Géographie
Srnojedy se trouve sur la rive gauche (sud) de l'Elbe, à 6 km à l'ouest du centre de Pardubice, à 21 km au sud-ouest de Hradec Králové et à 91 km au nord-est de Prague.
La commune est limitée par Rybitví au nord, et par Pardubice à l'est, au sud et à l'ouest.

## Histoire
La première mention écrite de la localité date de 1410.

## Transports
Par la route, Srnojedy se trouve à 8 km de Pardubice et à 110 km de Prague. 